# Frans Vonk de Both

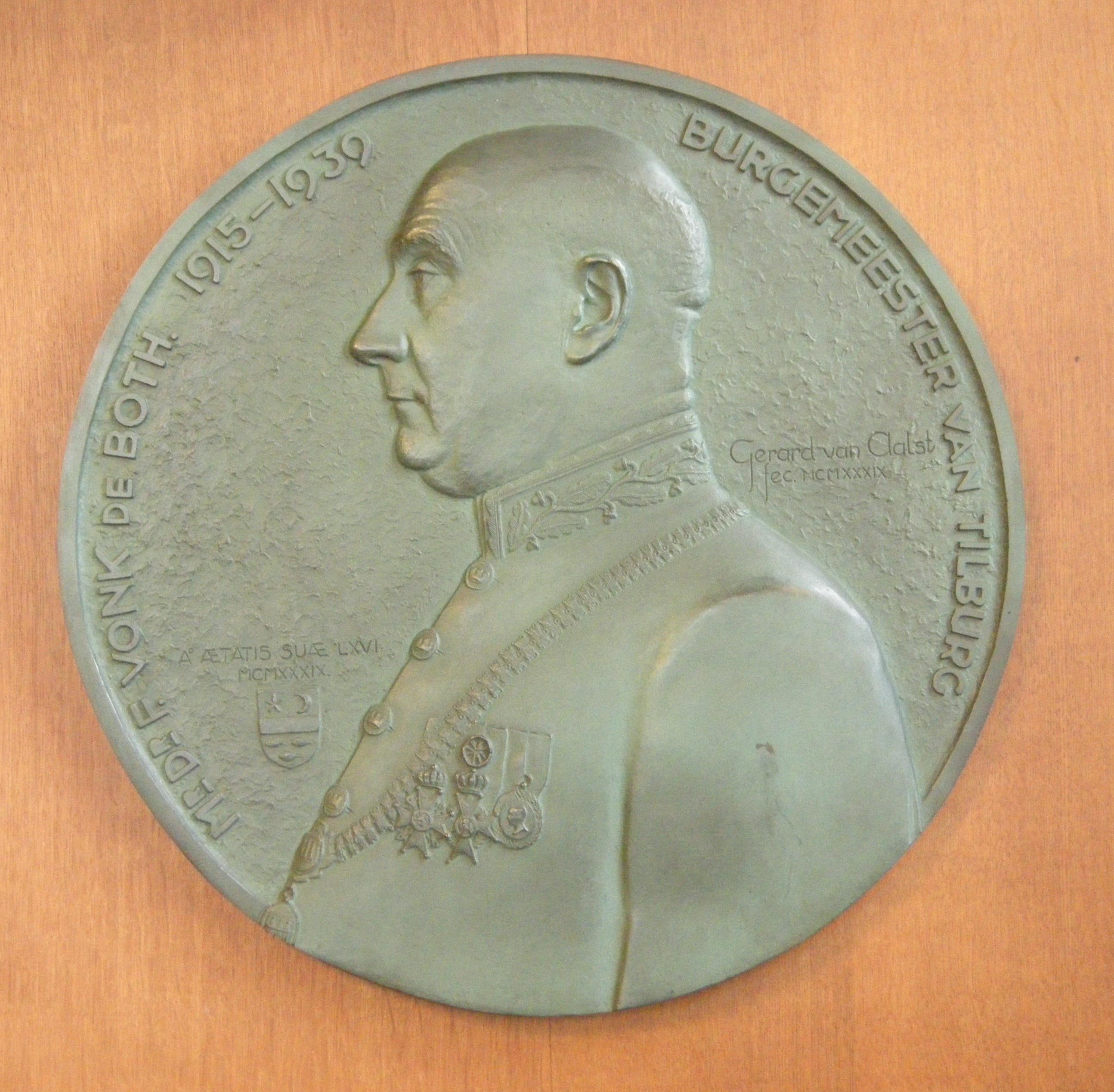
Bronzen gedenkpenning in het Paleis-Raadhuis van Tilburg, van burgemeester Frans Vonk de Both. Vonk de Both is op de penning afgebeeld op het moment dat hij 66 jaar was. De penning is vervaardigd door kunstenaar Gerard van Aalst (1896-1965) en is onthuld in 1939 bij het afscheid van Vonk de Both als burgemeester van Tilburg.

Frans Lodewijk Gerhard Zeno Maria Vonk de Both (Zevenaar, 21 maart 1873 – Ede, 14 januari 1952) was burgemeester van Tilburg in de periode 1915-1939.
Hij was de zoon van Zeno Johan Gerhard de Both, notaris (1835-1914) en Maria Vonk (1840-1918). Bij Koninklijk Besluit van 15 februari 1887 werd de familienaam gewijzigd in Vonk de Both.
Frans Vonk de Both studeerde in Parijs en Berlijn. In 1899 promoveerde hij in de rechten en vier jaar later in de staatswetenschappen.

## Carrière
In 1909 werd hij hoofdcommies ter secretarie in Tilburg. In 1911 volgde zijn aanstelling tot gemeentesecretaris. Op 24 november 1915 werd hij tot burgemeester van Tilburg benoemd. In de oorlogsjaren profiteerde ook de Tilburgse textielindustrie van de stilvallen van de productie in de omringende landen, waardoor Vonk de Both met een “dikke portefeuille” kon zwaaien. Zo kon in 1919 het villapark Zorgvlied in het westelijk deel van Tilburg ontworpen en vanaf 1934 gerealiseerd worden. Deze wijk diende als ‘lokaas’ voor de vestiging van een school voor hoger onderwijs in de stad. Mede dankzij Vonk de Both kwamen de R.K Leergangen en de Economische Hogeschool in Tilburg.
Met ingang van 21 november 1939 werd Vonk de Both eervol ontslag verleend.
Hij was lid van de Staatscommissie crisis-slachtoffers (1937-1938). Hij had vanaf januari 1941 zitting in de Commissie van Advies voor de Werkloosheidsverzekering; de commissie werd overigens in de loop van 1941 opgeheven.

Van 1938 tot aan zijn dood was hij voorzitter der Unie van Waterschappen.
Vonk de Both was Officier in de Orde van Oranje-Nassau en Ridder in de Orde van de Nederlandse Leeuw.

## Overige
Vonk de Both trouwde in 1903 met Maria Josephina Antoinette Sassen (1874-1939). Haar vader was raadsheer van het gerechtshof van ’s-Hertogenbosch. Na haar overlijden trouwde hij met Maria Petronella Antonia Hobbelen (1892-?). Zij was de weduwe van de gemeentesecretaris van Tilburg, Jean Lambert Marie Hardij.
Samen met M.J.H. Denteneer schreef hij Periodieke Verzameling van Beslissingen op de Nederlandsche Staatswetten, bestaande uit drie delen die in 1914, 1915 en 1916 verschenen.
- International Standard Name Identifier: 0000 0003 9428 2549
- Nederlandse Thesaurus van Auteursnamen: 070163731
- Virtual International Authority File: 288821751
- WorldCat: E39PBJbM6kDm39Q8cTGQV4XyBP